# Betlém (Mnich)
Betlém je osada a základní sídelní jednotka obce Mnich v okrese Pelhřimov. Nachází se 7,2 km západně od Kamenice nad Lipou a 26 km jihozápadně od Pelhřimova. Kolem Betléma prochází silnice III/12824, vedoucí z Mnichu do Bohdalína.
Pramení zde bezejmenný potok, který se vlévá do Dírenského potoka, pravostranného přítoku řeky Lužnice. Východně se nachází 647 m vysoký bezejmenný kopec. Je zde registrováno 17 čísel popisných.